# El somni d'una nit de Sant Joan
El somni d'una nit de Sant Joan (títol original: El sueño de una noche de San Juan) és una pel·lícula d'animació en 3D espanyola del 2005 dirigida per Ángel de la Cruz i Manolo Gómez, i coproduïda per Dygra Films i Appia Filmes. Aquesta pel·lícula és una adaptació lliure de l'obra homònima de William Shakespeare. Ha estat doblada al català per als cinemes l'any 2005.

## Argument
Diu la llegenda que en la nit de Sant Joan, els humans poden arribar al món dels follets i les fades, on tots els somnis es fan realitat. Però Elena no creu en les llegendes. El seu pare, el Gran Duc Teseu, governant somiador i idealista, està malalt i ella intenta retornar-li la il·lusió encara que per a això hagi d'emprendre un viatge a la recerca de Titania, la reina de les fades, acompanyada per un escèptic banquer, Demetri, i un fantasiós Lisandre. Per trobar aquesta bella dona, Elena ha d'entrar al món de la màgia i només ho pot fer en el solstici d'estiu.

## Repartiment
| Personatge | Veu original         | Veu catalana        |
| ---------- | -------------------- | ------------------- |
| Helena     | Yolanda Mateos       | Núria Trifol        |
| Lisandro   | Gabino Diego         | Carles Di Basi      |
| Demetri    | Luis Bajo            | Joan Carles Gustems |
| Teseu      | Juan Antonio Gálvez  | Josep Maria Ullod   |
| Oberon     | Juan Perucho         | Claudi García       |
| Perecho    | Sara Vivas           | Núria Domènech      |
| Mostaza    | Carmen Machi         | Maria Lluïsa Magaña |
| Titania    | Victoria Angulo      | Victòria Pagès      |
| Filóstrato | José Luis Gil        | Jaume Comas         |
| Faena      | Emma Penella         | Marta Padovan       |
| Frosi      | Isabel Ordaz         | Lourdes López       |
| Cleta      | Gemma Cuervo         | Aurora García       |
| Oteador    | Carlos Ysbert        | Eduard Doncos       |
| Berbiqui   | José Escobosa        | Jaume Costa         |
| Remendón   | Luis Marín           | Norbert Ibero       |
| Costurón   | David García Vázquez | Amadeu Aguado       |
| Caldereta  | Iñaki Crespo         | Miquel Bonet        |

## Curiositats
- Dirigida per Ángel de la Cruz i Manolo Gómez, l'equip de producció va comptar amb més de 400 persones durant tota la vida del projecte.[4]
- Segons dades del Ministeri de Cultura de llargmetratges estrenats l'any 2005, la taquilla d'aquesta pel·lícula va arribar als 788.303,97 € amb 173.760 espectadors, la qual cosa la converteix en la 24a pel·lícula nacional més vista d'aquell mateix any.[5]

## Rebuda
- Premis 2005: Goya a la millor pel·lícula d'animació
- Crítica: "Un producte molt digne que emmalalteix per falta d'emoció."[6]